# Sarmatia otardalis
Sarmatia otardalis là một loài bướm đêm trong họ Erebidae.